# 中島村 (愛知県碧海郡)
中島村（なかじまむら）は、かつて愛知県碧海郡にあった村である。
現在の岡崎市の南西部（中島町・中島東町・中島中町・中島西町・安藤町など）に該当する。

## 沿革
- 1889年（明治22年）10月1日 - 安藤村、下中島村、高畑村が合併し、中島村が発足。
- 1906年（明治39年）5月1日 - 糟海村、中井村、占部村、合歓木村、上青野村と合併し、六ツ美村が発足。同日中島村は廃止。